# Norbert Kühne

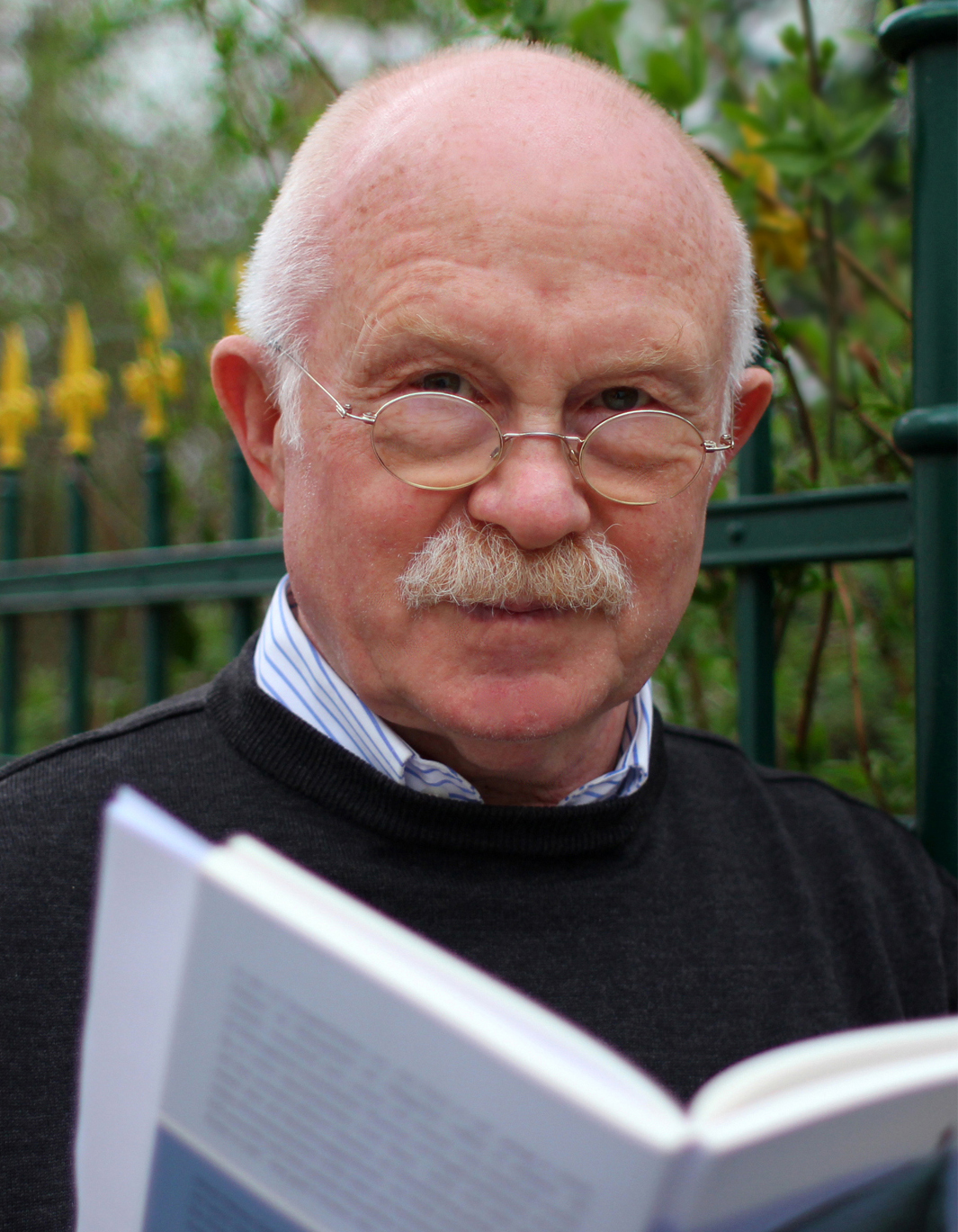
Norbert Kühne (2013)

Norbert Kühne (* 23. Juni 1941 in Groß Ottersleben bei Magdeburg) ist ein deutscher Schriftsteller und Publizist. Kühne schreibt Gedichte, Romane und Sach- sowie Lehrbücher und entwickelt Wortbilder. Für seine literarischen Werke nutzt Kühne meist das Pseudonym Ossip Ottersleben.

## Leben
Kühne wuchs in Radheim (heute Schaafheim) bei Darmstadt, später in Schloßborn (Taunus) auf, machte in Königstein im Taunus Abitur (Taunusgymnasium), studierte katholische Theologie, Philosophie, Psychologie und Orientalistik in Frankfurt, Mainz und Würzburg. Im Jahr 1969 schloss er das Studium mit dem Diplom in Psychologie ab (Würzburg). Danach arbeitete er drei Jahre in Traunreut in der Erwachsenenbildung. Hier war er auch für die SPD im Rat der Stadt. Vom Jahr 1973 an unterrichtete er etwa 30 Jahre Psychologie und Pädagogik bzw. Erziehungswissenschaften am Hans-Böckler-Berufskolleg Marl/Haltern, wo er auch Abteilungsleiter der sozialpädagogischen Abteilung war. Er wirkte in Lehrplankommissionen des Kultusministers in Nordrhein-Westfalen in den Bereichen Pädagogik und Erziehungswissenschaften mit. In den letzten Jahren seiner Tätigkeit baute er die Beratungsstelle zur Schullaufbahnberatung des Berufskollegs Marl/Haltern auf. Später arbeitete er als Autor und Publizist sowie in einer Initiative für evangelische Erwachsenenbildung (Evangelisches Forum in Marl). In den Jahren 2002 bis 2012 entwickelte Kühne mit Interessierten ein lokales Kulturfest in Marl, das bis heute existiert.

## Wirken als Autor
Von Anfang seiner Publikationstätigkeit an veröffentlichte er Gedichte und Kurzprosa in vielen Zeitschriften der alternativen Szene der 1970er und 1980er Jahre wie etwa das pult (Herausgeber: Klaus Sandler), Die Horen (Morawietz), Engramme usw. aber auch für sozialwissenschaftliche Zeitschriften wie päd extra(Pädagogik-Zeitschrift; gegründet in den 70er Jahren) (Frankfurt), Psychologie Heute (Beltz Verlag, Weinheim). Für seinen Roman „Der Mord am Bürgermeister“ (Literarischer Verlag H. Braun, Leverkusen, 1977) erhielt er den Literaturpreis von St. Pölten (Österreich). In der Kinderbuch-Reihe des Rowohlt-Verlags erschienen mehrere literarische Texte. In den 1970er und 1980er Jahren organisierte er literarische Aktionen in der Region Recklinghausen-Münster.
In Japan publizierte er zusammen mit Professor Sho Hayashi von der Universität Fukui vier Bücher für Germanistik-Studenten und Studierende, die Deutsch als Fremdsprache gewählt hatten.
In den letzten Jahren publizierte Kühne vor allem Sachbücher und Lehrbücher zur Sprachpsychologie, Psychologie, Sozialpädagogik und Pädagogik. Er veröffentlichte regelmäßig in der Zeitschrift klein&groß (München).
Von September 1988 bis Juli 1990 war Kühne Sprecher des Bezirks Dortmund des Verbandes deutscher Schriftsteller (VS) und organisierte in dieser Zeit den Kulturaustausch mit dem Schriftstellerverband in Krakau (Polen).
Bis zum Jahr 2016 war er Mitglied der Autorengruppe TRAM in Recklinghausen.

## Kritik
Der Lyriker Karl Krolow nennt Kühnes Gedichte „Glaslandschaften poetischer Romanität“ und weist damit auf die poetische Orientierung des Autors hin.
In der Laudatio der Jury der Vestischen Eule 2013 heißt es zu dem Text von Kühne (Sprache ist die Haut der Poesie): „Poesie wird oft mit Zauber verbunden. Ein poetischer Zauber liegt für die Jury auch in diesem Text.“
Zu „Schräge Zeiten“ (2017): Poetisch, bissig, rotzfrech, auch wehmütig, immer klug und pointiert sind die Gedanken und Reflexionen des (...) Autors und Herausgebers (...), die er seinem Alter Ego namens Wohlfahrt ins Hirn und auf die lose Zunge pflanzt. (...) nicht nur die Fabulierkunst (...) fasziniert, auch die ausgefeilte Sprechkultur des Autors, der schon Gedichte, Romane und Sach- sowie Lehrbücher schrieb, überzeugt. Wie überhaupt die Hörbuch-CD als kleines Gesamtkunstwerk galten mag (...)

## Preise/Auszeichnungen

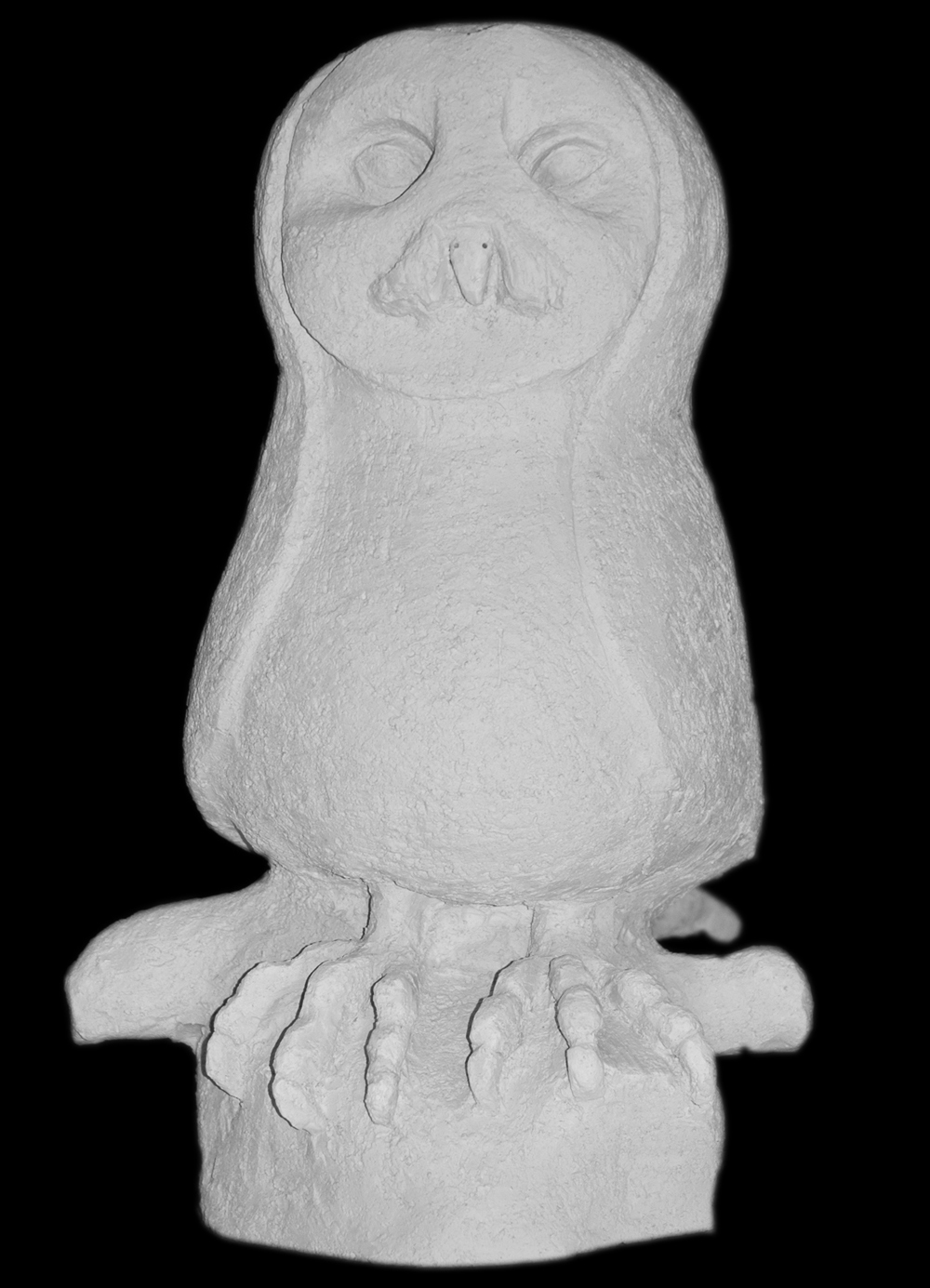
Vestische Literatur-Eule

- 1976 Kulturpreis der Stadt St. Pölten (Österreich) für das Romanmanuskript: Der Mord am Bürgermeister[9]
- 1978 Stipendium des Kultusministers von Nordrhein-Westfalen (Düsseldorf)
- 1992 Bruno-Schuler-Sonderpreis für Kinderrheumatologie[10]
- 2013 „Vestische Literatur-Eule“[11]

## Bibliographie (Auswahl)
Belletristik (unter dem Pseudonym Ossip Ottersleben)
- Der Mord am Bürgermeister. Heimatroman. Lit. Verlag H. Braun, Köln 1977, ISBN 3-88097-060-2
- Reisebilder. Gedichte. Edition Roetzer Extra, Eisenstadt (Österreich), 1979
- (Herausgeber) Das LiLa-Lesebuch. Texte marler Autoren. Datteln 1981
- (Herausgeber mit Hans van Ooyen) Wer früh stirbt ist länger tot. Texte zur Friedensbewegung. Das Pult 64/1982. St. Pölten (Österreich)
- Leben in der Leberwurst – Nachrichten von Beck. Edition Maioli, Wien 1983
- (Herausgeber mit Klaus Sandler) Thema Lyrik – 15 Jahre DAS PULT. Das Pult 68/1983. St. Pölten (Österreich)
- (Co-Herausgeber) Auf dem Weg zu mir – Gesunde, Kranke, Behinderte, Außenseiter. Bitterfeld 1995
- (Co-Herausgeber:) Ich bremse auch für Wessis. Bitterfeld 1996
- (Co-Herausgeber) Farbmischung. Zörbig 1998
- Norbert Kühne, Irena Bohensky, Leon Dries, Susi Kusi, Ossip Ottersleben: Ein böses Knie ist besser als ein böses Maul, Schmuddelpoesie für Anfänger – mit Übungen. Bitterfeld 2000
- ungesungene zeit – herbste mit dackel in sinsen. Leipzig 2007
- (Herausgeber) mit Mona Jüntgen (und Autor): Total verknallt, Edition Haltern am See, Haltern 2011
- Letzter Gruß an verlorene Freunde, in: AMOS 2-2024 (Recklinghausen), ISSN 1615-3278, S. 14

Publikationen in Japan
- Ossip Ottersleben, Sho Hayashi[12]: Die kesse Familie Korte. Dogakusha-Verlag, Tokio 1990
- Ossip Ottersleben, Sho Hayashi: Die häßliche Seite Deutschlands I. Dogakusha-Verlag, Tokio 1993
- Ossip Ottersleben, Sho Hayashi: Typisch Deutsch? Ikubundo-Verlag, Tokio 1995
- Ossip Ottersleben, Sho Hayashi et al.: Neue deutsche Skandale in Karikaturen. Dogakusha-Verlag, Tokio 1996

Sachbücher (in Deutschland, Dänemark, Österreich und der Schweiz)
- Neue Psychologie. Edition 2000, Gießen 1973
- (Herausgeber) Wir arbeiten mit Jugendlichen. Edition 2000, Gießen 1974
- Psychologie für Fachschulen und Fachoberschulen. Stam-Verlag, Köln 1979 (5. Auflage 1993)
- Rollenspiele. Spielekartei. Verlag gruppenpädagogischer Literatur, Usingen 1979
- Rollenspiele für das Schulalter. Verlag gruppenpädagogischer Literatur, Usingen 1982
- Tyske Rollespil. Horsens (Dänemark) 1983
- (zusammen mit H. Harder-Kühne, H. Pohl) Pädagogik für Fachschulen. Stam-Verlag, Köln 1997
- 30 Kilo Fieber – die Poesie der Kinder. Zürich 1997
- (Herausgeber und Autor) Praxisbuch Pädagogik. Beobachten Planen Erziehen. Stam-Verlag, Köln 2000
- (Herausgeber und Autor) Erziehungslehre für Kinderpflegerinnen. Stam-Verlag, Köln 2000
- (Herausgeber und Autor) Pädagogik-Unterricht an berufsbildenden Schulen, in Pädagogik Unterricht 2–3/2000
- (Herausgeber und Autor): Materialien zu pädagogischen Handlungstheorien für den EW-Unterricht an berufsbildenden Schulen und Gymnasien. 2000
- (Herausgeber und Autor) Pädagogische Praxis. Erziehung beschreiben und verändern. Bildungsverlag Eins, 2002
- (Herausgeber und Autor) Pädagogische Praxis. Konflikte lösen. Bildungsverlag Eins, 2002
- Wie Kinder Sprache lernen. Wissenschaftliche Buchgesellschaft und Primus Verlag, Darmstadt 2003
- Pädagogische Praxis. Sprache fördern. Bildungsverlag Eins, Troisdorf 2004
- (Herausgeber und Autor) FAQ Erziehen und Fördern. Bildungsverlag Eins, Troisdorf 2004
- (Herausgeber und Autor) Praxisbuch Sozialpädagogik. Arbeitsmaterialien und Methodenbuch. Troisdorf 2005–2010 (8 Bände)
- (Herausgeber und Autor) Individuelles Lernen wird an Bedeutung gewinnen. 100 Jahre Hans-Böckler-Berufskolleg. Marl 2006
- Basiswissen Psychologie. Troisdorf 2009
- (zusammen mit Yvonne Wagner) Basiswissen Erziehung. Troisdorf 2009
- (Herausgeber und Autor) Praxisheft Sozialpädagogik: „Die Qualität in der Arbeit mit Kindern“, Troisdorf 2009, (ISBN 978-3-427-40505-4)
- (Herausgeber und Autor) Praxisheft Sozialpädagogik: „Sprach- und Leseförderung“, Troisdorf 2009, (ISBN 978-3-427-40508-5)
- (als Herausgeber) Geschichten klingen lassen, Reihe Praxisheft Sozialpädagogik, Bildungsverlag EINS, Troisdorf, 2009
- (als Herausgeber) Kreatives Gestalten, Reihe Praxisheft Sozialpädagogik, Bildungsverlag EINS, Troisdorf, 2009
- (als Herausgeber) Gelungene Bewältigung der ersten Berufsjahre, Reihe Praxisheft Sozialpädagogik, Bildungsverlag EINS, Troisdorf, 2009
- (als Herausgeber) Mathematik in Tageseinrichtungen für Kinder, Reihe Praxisheft Sozialpädagogik, Bildungsverlag EINS, Troisdorf, 2009
- Aspekte und Probleme früher Entwicklung und Erziehung (1); Sprachentwicklung – Erwerb und Förderung der Sprache (2); Sprachverhalten – Sprache in Therapie und Erziehung (3); Motorik – Frühkindliche Entwicklung und Förderung (4); Lösungsmöglichkeiten von Konflikten – Wie streitet man richtig (5); Geschlechtsidentität – Typisch Mädchen, typisch Junge (6). In: Unterrichtsmaterialien Pädagogik-Psychologie (Nr. 694), Stark Verlag/Mediengruppe Pearson, Hallbergmoos 2012–2016
- Vorschulische Erziehung – Wandel und pädagogische Profession der frühen Bildung (1), Raabe Verlag, Stuttgart 2017
- Wie viele Sprachen sprichst du? – Mehrsprachigkeit aus psychologischer und pädagogischer Sicht, „Pädagogik + Psychologie 27“, Raabe Verlag, Stuttgart 2018

CDs
- zusammen mit Claudius Reimann: ASIMASOGRA „Die CD“, LC 5458 – 1993
- Schräge Zeiten – Erzählte Geschichten von Norbert Kühne[13], TonkunstManufaktur, 2017

Deutsches Tagebucharchiv Emmendingen
- Im Deutschen Tagebucharchiv befindet sich eine Dokumentation der letzten Jahre einer Frau Ende des 20. Jahrhunderts: Mutter - die letzten Jahre

## Sekundärliteratur
- Literaturatlas NRW – ein Adressbuch der Literaturszene. Volksblatt Verlag, 1992
- H. Kruschinski: Vom Namen emanzipieren. Norbert Kühne alias O. Ottersleben, in: Westfalenspiegel 1993, Heft 3.
- Westfälisches Autorenlexikon 1900–1950. Ferdinand Schöningh Verlag. 2002
- Kürschners Deutscher Literatur-Kalender, 2016/2017, Bd. 1, S. 564
- Kürschners Deutscher Sachbuch-Kalender